# Cucullia rhodana
Cucullia rhodana là một loài bướm đêm trong họ Noctuidae.